# Kanton Bailleul-Sud-Ouest
Der Kanton Bailleul-Sud-Ouest war bis 2015 ein französischer Kanton im Arrondissement Dunkerque, im Département Nord und in der Region Nord-Pas-de-Calais. Sein Hauptort war Bailleul. Vertreter im Generalrat war zuletzt von 2008 bis 2015 Michel Gilloen (PS).

## Gemeinden
Der Kanton bestand aus fünf Gemeinden und einem Teil der Stadt Bailleul (angegeben ist hier die Gesamteinwohnerzahl, Einwohner im Kanton etwa 9.200) und fünf weiteren Gemeinden: 
| Gemeinde      | Einwohner Jahr | Fläche km² | Bevölkerungsdichte | Code INSEE | Postleitzahl |
| ------------- | -------------- | ---------- | ------------------ | ---------- | ------------ |
| Bailleul      | 14.389 (2013)  | –          | – Einw./km²        | 59043      | 59270        |
| Berthen       | 507 (2013)     | 5,18       | 98 Einw./km²       | 59073      | 59270        |
| Flêtre        | 979 (2013)     | 8,98       | 109 Einw./km²      | 59237      | 59270        |
| Merris        | 1.042 (2013)   | 10,09      | 103 Einw./km²      | 59399      | 59270        |
| Méteren       | 2.157 (2013)   | 18,44      | 117 Einw./km²      | 59401      | 59270        |
| Vieux-Berquin | 2.497 (2013)   | 25,96      | 96 Einw./km²       | 59615      | 59232        |